# Tracassin (bande dessinée)

Tracassin est une série de bande dessinée humoristique du français Jean Chakir publiée dans l'hebdomadaire Pilote de 1962 à 1970 d'abord en histoires complètes puis en histoires à suivre, la plupart du temps sous le nom Séraphin contre Angelure. Dargaud a recueilli en albums les deux dernières histoires à suivre en 1974 et 1975, et Le Coffre à BD en a publié l'intégrale de 2008 à 2012.
Tracassin est un homme d'âge mûr simple tourmenté en permanence par Angelure, un démon en haut-de-forme, et Séraphin, son ange gardien, qui le conduisent à vivre de nombreuses aventures humoristiques. Série régulièrement publiée dans Pilote de 1962 à 1969 et Super Pocket Pilote de 1968 à 1970, elle est annulée avec le nouveau positionnement adolescent du journal ce qui conduit sa dernière aventure à rester inédite jusqu'en 2012.